# قرارداد علامت
در فیزیک یک قرارداد علامت زمانی به کار می‌رود که در انتخاب علامت‌های مثبت و منفی برای یک سری کمیت‌های فیزیکی آزاد باشیم. آزادی در اینجا بدین چم است که بتوانیم با اختیار کردن دلخواه یک سری علامت‌های مثبت و منفی یک سیستم فیزیکی را توصیف کنیم و توصیف سیستم فیزیکی ما از گونه انتخاب ما مستقل باشد. این انتخاب بین نویسندگان گوناگون است. عدم توافق بر سر یک قرارداد همه گیر موجب کج فهمی و بدفهمی در فیزیک می‌شود که این موضوع هنوز نیز ادامه دارد.

## نظریه نسبیت عام

### علامت متریک
در نظریه نسبیت عام علامت متریک می‌تواند + - - - یا - + + + باشد که علامت اول مربوط به مختصه زمانی t و سه علامت آخر مربوط به مختصه فضایی (x، y، z) می‌باشد.